# Grand-Lancy FC
Grand-Lancy Football Club byl švýcarský fotbalový klub sídlící ve městě Lancy. Klub byl založen v roce 1943, zanikl v roce 2012 po vyhlášení bankrotu.

## Poslední soupiska
| Číslo |                                | Pozice | Hráč              |
| ----- | ------------------------------ | ------ | ----------------- |
| 1     | Švýcarsko                      | B      | Fabien Page       |
| 2     | Portugalsko                    | O      | Nelio Fraga       |
| 3     | Bosna a Hercegovina            | O      | Aleksandar Bratic |
| 4     | Švýcarsko                      | O      | Nicolas Garbani   |
| 5     | Konžská demokratická republika | Z      | Axel Mazolo       |
| 6     | Švýcarsko                      | Z      | Muhamed Haliti    |
| 7     | Francie                        | Ú      | Amar Lakrout      |
| 8     | Francie                        | Z      | Quentin Bernard   |
| 9     | Švýcarsko                      | Ú      | Robert De Almeida |
| 10    | Švýcarsko                      | Z      | Blerim Arifi      |
| 11    | Švýcarsko                      | Z      | Mergim Ferati     |

| Číslo |                     | Pozice | Hráč                 |
| ----- | ------------------- | ------ | -------------------- |
| 14    | Švýcarsko           | Z      | Laurent Dupraz       |
| 15    | Nigérie             | Z      | Patrick Eseosa       |
| 17    | Španělsko           | Ú      | Marcos Linares       |
| 18    | Švýcarsko           | Ú      | Christian Manzolillo |
| 19    | Španělsko           | Ú      | Jonathan Lopez       |
| 20    | Švýcarsko           | Z      | Fabrice Sanches      |
| 21    | Švýcarsko           | Z      | Henry Girod          |
| 22    | Bosna a Hercegovina | O      | Srđan Glavaš         |
| 23    | Švýcarsko           | O      | Sébastien Müller     |
| 28    | Francie             | O      | Virgile Guekam       |
| 30    | Švýcarsko           | B      | David Fontaine       |